# 한동규 (1973년)
한동규(1973년 ~ )는 KBS 예능본부의 프로듀서이다.

## 경력
- KBS 예능본부 PD
- KBS 예능운영팀 CP

## 연출 작품
- 1999년 KBS 2TV 《부부클리닉 사랑과 전쟁》
- 2005년 KBS 2TV 《위기탈출 넘버원》
- 2023년 KBS 2TV 《마이 리틀 히어로》